# Giovanni Antonio Scopoli
Giovanni Antonio Scopoli (latiniset Johannes Antonius Scopoli; født 3. juni 1723 i Cavalese i Val di Fiemme i Tirol, død 8. maj 1788 i Pavia) var en læge og naturhistoriker fra Tyrol.

## Liv og virke

### Baggrund
Scopoli blev født som søn af en advokat af italiensk herkomst. Han tog en grad i medicin ved Universität Innsbruck.

### Karriere
Han praktiseret som læge i Cavalese og Venezia. Meget af tiden tilbragte han i Alperne, hvor han samlet planter og insekter. Så arbejdet han som læge ved kviksølvMinerne i Idrija, en lille slovensk by i Habsburgerriget i 16 år. 